# Relação (matemática)
Em matemática, uma relação é uma correspondência (ou associação) entre elementos de dois conjuntos não vazios. Mais especificamente, seja  {\textstyle R} uma relação definida do conjunto {\textstyle A} com o {\textstyle B}. O conjunto {\textstyle A} é denominado conjunto de partida e o conjunto {\textstyle B} é denominado conjunto de chegada.  A correspondência (ou relação) entre um dado elemento {\textstyle a\in A} com um elemento {\textstyle b\in B}, quando definida, é denotada pelo par ordenado {\textstyle (a,b)}, onde o primeiro elemento do par ordenado procede do conjunto de partida {\textstyle A} e o segundo do conjunto de chegada {\textstyle B}.
Os conjuntos de partida e de chegada não tem necessariamente que ter uma estrutura. Entretanto, segundo o tipo de estrutura que é sobreposta a esses conjuntos e o tipo de restrição que se impõe à própria relação, tem-se tipos especiais de relações, cada qual com um nome específico.
Uma classe de relações especialmente importante é a classe das funções.

## Fundamentos
Matematicamente, uma relação é qualquer subconjunto de um produto cartesiano. Em termos mais explícitos, definimos uma relação {\textstyle R} como sendo um conjunto de pares ordenados {\textstyle \left(a,b\right)} tais que {\textstyle a} pertença ao conjunto {\textstyle A} e que {\textstyle b} pertença ao conjunto {\textstyle B}, i.e.:
{\displaystyle R\subseteq A\times B=\left\{\left(a,b\right)\mid a\in A\land b\in B\right\}}
Note-se que o próprio conjunto cartesiano é uma relação, dado que todo conjunto é subconjunto impróprio
de si mesmo. Até o conjunto vazio pode ser considerado uma relação, mas deve-se tomar alguns cuidados em definições e teoremas para se evitarem paradoxos e contradições.

### Relações entre elementos do mesmo conjunto
Um tipo importante são as relações em que {\textstyle A=B}, ou, em outras palavras, subconjuntos de {\textstyle A\times A}. Os tipos de propriedades que essas relações podem ter são:
- Reflexiva:

{\displaystyle \left(a,a\right)\in R\quad \forall a\in A}
- Simétrica:

{\displaystyle \left(a,b\right)\in R\to \left(b,a\right)\in R}
- Antissimétrica:

{\displaystyle \left(a,b\right)\in R\land \left(b,a\right)\in R\to \left(a,b\right)=\left(b,a\right)}
- Transitiva:

{\displaystyle \left(a,b\right)\in R\land \left(b,c\right)\in R\to \left(a,c\right)\in R}

### Relações de equivalência
É uma relação que possui as propriedades: reflexiva, simétrica e transitiva.

### Relações de ordem
É uma relação que possui as propriedades: reflexiva, anti-simétrica e transitiva.

## Relação Composta
Seja {\textstyle R} uma relação de {\textstyle A} para {\textstyle B} e {\textstyle S} uma relação de {\textstyle B} para {\textstyle C}. Então podemos definir a relação composta de {\textstyle S} com {\textstyle R} dos conjuntos {\textstyle A} com {\textstyle C}, usualmente denotada por {\textstyle S\circ R}. Ou seja, define-se:
{\displaystyle S\circ R:=\{(x,z)\in A\times C\mid \exists y\in B,(x,y)\in R\land (y,z)\in S\}\,}
Um cuidado deve ser tomado com essa notação, que é consistente com a notação de função composta, porque S e R parecem estar invertidas.

## Relação Inversa
Analogamente ao conceito de função inversa, podemos definir a relação inversa da relação {\displaystyle R\subset A\times B\,}:
{\displaystyle R^{-1}=\{(y,x)\in B\times A\mid (x,y)\in R\}\,}
Note-se que nem sempre:
{\displaystyle R\circ R^{-1}=Id_{B}\,}.